# Агафьино (Износковский район)
Агафьино— деревня в Износковском районе Калужской области России. Входит в состав сельского поселения «Деревня Ивановское»

## География
Деревня находится в северной части Калужской области, в зоне хвойно-широколиственных лесов, в пределах южного склона Смоленско-Московской возвышенности, на реке Цыдель. Рядом — Малиновка, Мусино.

### Климат
Климат характеризуется как умеренно континентальный, с тёплым летом и умеренно холодной зимой. Среднегодовая многолетняя температура воздуха составляет 3,8 °C. Средняя температура воздуха самого тёплого месяца (июля) — 17,6 °C (абсолютный максимум — 38 °C); самого холодного (января) — −10 °C (абсолютный минимум — −43 °C). Среднегодовое количество атмосферных осадков составляет около 620 мм

## История
В 1755 году помещиком Иваном Парфёновичем Мясоедовым был построен деревянный храм Иоанна Предтечи. Новый каменный храм строился в 1896—1899 годах. До 1898 года к агафьинской церкви был приписан храм Николая Чудотворца в селе Челищеве. На храм жертвовали — майорша, вдова Елизавета Суходольская, дворянка Любовь Роговская, дворянин Иван Николаевич Коншин, дворянин Александр Иванович Сорохтин, крестьянин Василий Матвеевич Шпагин, юхновский мещанин Александр Петрович Щеколдин, действительный статский советник Василий Петрович Суходольский.
Из Шатринского монастыря Агафьинскому храму Иоанна Предтечи была переданы: икона, автором которой предположительно является Андрей Рублев, и редкий образец древнерусского искусства — резные царские врата, хранившиеся в храме вплоть до пожара, случившегося 22 ноября 1901 г.
В пожаре уцелела икона Иоанна Предтечи Андрея Рублёва, но судьба её на сегодня остаётся неизвестной.
В 1936-м году упоминается Агафьинская начальная школа, директором которой была в это время А. А. Денисова.
В 1939 году храм был разобран.

## Население
| 2002 | 2010 |
| ---- | ---- |
| 5    | ↘0   |